# Kronaubach (Kristeinbach)
Der Kronaubach, auch Kühwampe oder Kuhwampe, ist ein kleines Gewässer im südlichen Linzer Feld bei Enns in Oberösterreich.

## Lauf
Der Bach bildet sich zwischen Erlengraben und Kronau und verläuft parallel zur Donau. Ein Nebenlauf ist eine 1,5 km lange Ausleitung aus dem Kristeinbach zwischen Kristein und Einsiedl, der nach Norden zum Hauptlauf geht, und sich nordwestlich von Lorch mit dem bis dahin ebenfalls 1,5 km langen Hauptlauf vereint.
Bei Enghagen mündet der Bach nach weiteren 2 km von links in den unteren Kristeinbach.

## Hydrographie und Geschichte
Das Einzugsgebiet beträgt nominell etwa 5 km², und erstreckt sich bis an die Auen des Mitterwassers und an die regulierte Donau.
Der Hauptlauf war ursprünglich ein Altarm der Donau, der Kühwampe (Kuhwampe) hieß. Noch im früheren 19. Jahrhundert zweigte er als kleiner Bach nördlich von Erlengraben, beim heute abgekommenen Astener Ort Fisching (im Bereich wo heute Ipfbach und Mitterwasser zusammenfließen) kurz nach der Mündung des alten Ipfbaches, von der Donau ab. Der heutige [neue] Ipfbach war seinerzeit ein kleiner Mühlbach zur Kühwampe. Heute ist dieser Oberlauf verlandet, und zeichnet sich nur noch als Grünstreifen südlich der Donauau ab. Noch früher mündete die Kühwampe in den Donau-Nebenarm Enghager Wasser. Der alte Name ist vor Ort noch geläufig.
Der Nebenlauf hieß früher auch Lambach und war der Überlauf des Kristeinbachs, der in seinem eigentlichen Unterlauf ebenfalls ein verbauter Mühlbach war.
Der Bach war im frühen 19. Jahrhundert die Grenze der Landgerichte Tillysburg und Spielberg (Spielberg gehörte bis 1997 zu Enghagen, also zum Traunviertel).